# صادق آذرنگ
صادق آذرنگ (زاده ‎۱۶ دی ۱۳۸۰) کوراش‌کار اهل ایران است.
وی در بازی‌های آسیایی ۲۰۲۲ موفق به کسب مدال طلا وزن ۹۰- کیلوگرم مردان شده است.